# Pseuderemisca aestivalis
Pseuderemisca aestivalis là một loài ruồi trong họ Asilidae. Pseuderemisca aestivalis được Lehr miêu tả năm 1964. Loài này phân bố ở vùng Cổ Bắc giới.